# Dahw al-Ard
Dahw al-Ard (arabiska: دَحوُ الأرض) anses vara en välsignad dag i islam och högtidlighålls den 25 dhu al-qa'da och syftar enligt hadither på då jorden expanderade ovanför vattenytan. Det har hänvisats till denna företeelse i Koranen i vers 79:30. De flesta korankommentatorer har talat om Dahw al-Ard i samband med den versen.